# William Ellis
Pour les articles homonymes, voir William Ellis (homonymie), Ellis, William Webb et Webb.
 (avril 2019).
Si vous disposez d'ouvrages ou d'articles de référence ou si vous connaissez des sites web de qualité traitant du thème abordé ici, merci de compléter l'article en donnant les références utiles à sa vérifiabilité et en les liant à la section « Notes et références ».
William Wade Ellis né en 1756 et mort en 1785 est un médecin, peintre et explorateur britannique. 
Chirurgien en second lors du troisième voyage de Cook (1776-1780), il participe avec l'illustrateur officiel John Webber à l'iconographie de l'expédition, notamment des îles Kerguelen, de la Tasmanie, de Tonga, de Tahiti, de l'Alaska et du Kamtchatka.
Les deux artistes peignaient tout ce qu'ils pouvaient et sont à l'origine de la première étude ethnographique du Pacifique.

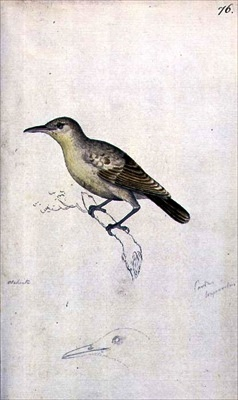
Peinture de William Ellis, exécutée à l'occasion du troisième voyage de Cook